# Un caz de conștiință
Un caz de conștiință (1958) (titlu original A Case of Conscience) este un roman științifico-fantastic de James Blish despre un iezuit care investighează o rasă extraterestră care nu are nicio religie. Textul a fost publicat inițial în 1953 sub formă de nuvelă, care a devenit ulterior prima parte a romanului. Volumul este prima parte a seriei tematice After Such Knowledge a lui Blish, care tratează diferite aspecte ale prețului cunoașterii. El a fost urmat de Black Easter, The Day After Judgment și Dr Mirabilis.
Tema religioasă a cărții a atras unele reacții negative, deși puține au venit din partea persoanelor educate de religie catolică. James Blish chiar a primit de la un catolic o copie a normelor bisericii privind tratarea ființelor extraterestre. Acestea nu sunt detaliate, ci mai curând sugerează strategii generale care pornesc de la problematica prezenței sau absenței spiritului, a păcatului și a grației divine.
Romanul a câștigat Premiul Hugo pentru cel mai bun roman în 1959.

## Intriga
În anul 2049, un echipaj format din patru oameni de știință pământeni este trimis pe planeta Lithia pentru a decide dacă aceasta poate fi deschisă contactului cu omenirea. Planeta este locuită de creaturi bipede reptiliene inteligente, lithienii, a căror societate utopică nu cunoaște crima, conflictele, ignoranța sau dorința.
După ce fiecare culege datele aferente domeniului său, cei patru oameni se adună pentru a discuta situația lithienilor. Chimistul Michelis este deschis față de lithieni, ale căror limbă și obiceiuri le-a învățat într-o oarecare măsură. Nici geologul Agronski nu consideră planeta periculoasă, iar fizicianul Cleaver dorește ca resursele planetei să fie exploatate de oameni, independent de voința indigenilor, deoarece poate furniza materie primă pentru armele nucleare. Dar biologul Ramon Ruiz-Sanchez, Ecleziast Regular al Companiei lui Isus, vrea să pună planeta în carantină, deoarece o consideră opera Satanei - un loc construit în mod deliberat pentru a arăta că pacea, logica și înțelegerea pot exista în absența lui Dumnezeu. Și, cum societății lithiene îi lipsește orice noțiune religioasă sau credință în divinitate, ea reprezintă un element care poate submina învățăturile catolice.
Echipa nu ajunge la nicio concluzie și pleacă spre Pământ pentru a-și prezenta raportul. Înaintea plecării, părintele Ruiz-Sanchez primește în dar de la lithianul Chtexa un ou care conține propriul copil, care dorește să fie crescut de societatea pământeană. Oul eclozează pe Pământ. Lithianul, numit Egtverchi, moștentește toate cunștințele provenite de la tatăl său prin intermediul ADN-ului.
Ruiz-Sanchez este chemat la Roma pentru a fi judecat de erezie, deoarece credința sa că Satana ar fi avut puterea de a crea o planetă se apropie de maniheism. Papa îi explică faptul că Lithia poate fi eventual o amăgire, nu o creație, iar datoria sa era de a exorciza întreaga planetă. Ruiz-Sanchez este trimis să-și purifice sufletul, urmând a fi reprimit în rândul bisericii dacă va reuși acest lucru.

Coperta primei ediții engleze, (C)1959 Ballantine

Între timp, populația pământeană care trăiește ascunsă în subterane este împinsă la revoltă de Egtverchi. Agronski moare în timpul revoltei, iar lithianul se îmbarcă pe o navă care-l duce acasă, scăpând astfel de forțele guvernamentale de represiune. Michelis și Ruiz-Sanchez pleacă pe Lună, unde s-a construit un nou telescop care poate vedea oriunde în spațiu în timp real, scăpând de constrângerile date de viteza luminii. Ei reușesc să asiste la munca desfășurată de Cleaver pe Lithia, dar principiile tehnologice pe care se bazează exploatările lui riscă să declanșeze o reacție în lanț care să distrugă întreaga planetă.
În timp ce privește prin telescop, Ruiz-Sanchez încearcă să exorcizeze planeta. Aceasta explodează, omorându-i pe Cleaver și Egtverchi, dar și pe Chtexa și lucrurile pe care Ruiz-Sanchez le admirase pe Lithia. Finalul romanului nu dă niciun indiciu dacă distrugerea lithienilor ar fi rezultatul rugăciunii lui Ruiz-Sanchez sau al erorii lui Cleaver.

## Personaje
- Părintele Ramon Ruiz-Sanchez - Ecleziast Regular al Companiei lui Isus, părinte profesor al celor patru jurăminte, biolog și biochimist, originar din Peru, este alarmat de contradicția pe care felul de a fi al lithienilor o ridică în fața învățăturilor creștine; acuzat de erezie de către Biserica Catolică, este nevoit să se retragă din rândurile acesteia
- Cleaver - fizician care descoperă o serie de zăcăminte utile pe Lithia și vrea să le exploateze în folosul omenirii; metodele folosite de el se dovedesc eronate și duc la distrugerea planetei și la moartea sa
- Chtexa - metalurgist lithian care îi oferă părintelui Ramon propriul său copil, la plecarea acestuia de pe Lithia
- Michelis - chimist, membru al echipei pământene de contact de pe Lithia, care - odată întors pe Pământ - se va ocupa de creșterea copilului lui Chtexa
- Agronski - geolog, membru al echipei de contact de pe Lithia; este ucis în timpul revoltelor de pe Pământ de către o albină modificată genetic
- Egtverchi - copilul lui Chtexa, adus pe Pământ de Ramon și crescut în mijlocul societății umane, provoacă revolta maselor împotriva sistemului impus de guvern
- Dr. Liu Meid - femeie însărcinată cu creșterea și educarea lui Egtverchi, alături de Michelis

## Opinii critice
După ce a criticat romanul pentru inegalitatea sa, Floyd C. Gale de la Galaxy a concluzionat că Un caz de conștiință este „o operă provocatoare, serioasă, lăudabilă”. Anthony Boucher a găsit protagonistul lui Blish ca fiind „un personaj credibil și mișcător” și a lăudat partea de început a romanului, dar a criticat conținutul ulterior pentru „pierderea focalizării și a impactului” și îndreptarea spre un final mai degrabă haotic. În editorialul său despre cărți din F&SF, Damon Knight a desemnat romanul lui Blish ca una dintre cele mai bune cărți SF ale anilor '50. El a descris romanul ca „având o notă aparte, [...] complet și perfect”.
În 2012, romanul a fost inclus în setul de două volume al Bibliotecii Americane American Science Fiction: Nine Classic Novels of the 1950s, editat de Gary K. Wolfe.
Romanul a câștigat în 1959 premiul Hugo, iar nuvela originală a primit în anul 2004 premiul retrospectiv Hugo.

## Traduceri în română
- 1993 - Un caz de conștiință, Editura Cristian, 192 pag., ISBN 973-95868-1-3